# Weberbauerocereus winterianus
Weberbauerocereus winterianus ist eine Pflanzenart aus der Gattung Weberbauerocereus in der Familie der Kakteengewächse (Cactaceae). Das Artepitheton winterianus ehrt die Gärtnereibesitzerin Hildegard Winter (1893–1975), die Schwester von Friedrich Ritter.

## Beschreibung
Weberbauerocereus winterianus wächst baumförmig und erreicht dabei 4 bis 6 Meter Höhe. Der etwa 2 Meter lange Stamm verzweigt in parallel aufsteigende Triebe mit einem Durchmesser von 5 bis 8 Zentimeter. Die 20 bis 30 stumpfen Rippen sind bis 5 Millimeter hoch und gehöckert. Die darauf befindlichen dunklen Areolen sind bis 4 Millimeter lang. Aus ihnen entspringen dunkle, goldgelbe Dornen. Die 12 bis 15 nadelförmigen Mitteldornen sind kräftig und bis 1,5 Zentimeter lang. Die 20 bis 30 feinen Randdornen liegen eng an den Trieben an. Sie sind 5 bis 15 Millimeter lang. Im blühfähigen Bereich sind die Triebe mit feinen, hellgelben bis goldgelben, borstenartigen Dornen besetzt, die bis zu 7 Zentimeter lang sind.
Die Blüten öffnen sich in der Nacht und sind bis 7,5 Zentimeter lang. Ihre braunrote bis grüne Blütenröhre ist mit schwärzlich brauner Wolle besetzt. Die Blütenhüllblätter sind weiß oder etwas rosafarben. Die tönnchenförmigen Früchte sind grün bis rötlich und erreichen Durchmesser von bis 4 Zentimetern. Sie sind mit dichter dunkler Wolle besetzt.

## Verbreitung, Systematik und Gefährdung
Weberbauerocereus winterianus ist in den peruanischen Regionen Cajamarca und Ancash verbreitet.
Die Erstbeschreibung erfolgte 1962 durch Friedrich Ritter. Nomenklatorische Synonyme sind Haageocereus winterianus (F.Ritter) P.V.Heath (1995) und Echinopsis winteriana (F.Ritter) Molinari & Mayta (2015).
In der Roten Liste gefährdeter Arten der IUCN wird die Art als „Least Concern (LC)“, d. h. als nicht gefährdet geführt.

## Nachweise